# Meindert Hobbema
Meindert Hobbema (født 31. oktober 1638 i Amsterdam, død 7. december 1709 sammesteds) var en hollandsk landskabsmaler.
Hobbema var formodentlig elev af Jacob Isaacksz. van Ruysdael, som han stod personlig nær. Han levede et beskedent og som maler upåagtet liv i Amsterdam, hvor han 1668 blev måler og vrager ved vintolden. Efter 1670 synes han kun at have malet meget lidt. Hans kunst – der indtil midten af 19. århundrede var så godt som ganske overset – regnes nu blandt landskabsmaleriets bedste. 
Hans fordringsløse, idylliske landskaber viser fortrolighed med hollandsk natur — udsigter over hyggelige landsbyer og engdrag, stille skovpartier, vandmøllen i læ af træerne — og rummer i farvebehandlingen med de dybe skygger, det klare kølige sollys og i billedvirkningen en skønhedsverden af fred og lykke. 
Et af hans hovedværker er askealléen ved en lille hollandsk by Middelharnis (en) (i Londons Nationalgalleri). 
I England findes en række af hans bedste billeder (Lord Overstone, Earl af Grosvenor, Lord Hatherton etc.). Til hans berømteste arbejder hører endvidere Møllen i Rijksmuseum Amsterdam og Vandmøllen i Louvre. 
I Tyskland er Hobbema ret sparsomt repræsenteret (bl.a. Skovlandskab i Kaiser-Friedrich-Museum i Berlin). Moltkes Galleri i København har Udsigt hen ad Vejen, Udkanten af et Krat. Nivaagaardsamlingen har Vandmøllen fra 1662.
| - Infoboksens 'kendte værker' - Landskab nær Deventer, 1662-63 - Hytter i en skov, ca. 1665 - Vejen ved Middelharnis, 1689 The Avenue at Middelharnis |

| - Andre værker af Meindert Hobbema - Vandmølle Rijksmuseum Amsterdam - Vindmølle ved elv Bredius Museum Den Haag - De rejsende National Gallery of Art Washington D.C. |

| - Bjerglandskab med rejsende og en dam, 1659 Privat eje - Landsby med vandmølle National Gallery London - Bondegård ved vej i skov Privat eje - Mølle Musée du Louvre Paris |